# Horace and Pete
Horace i Pete és una websèrie feta als Estats Units, creada, escrita i dirigida per Louis C.K., que la descriu més com a tragèdia que no pas com a comèdia. A més de C.K., el repartiment també inclou estrelles com ara Alan Alda, Steve Buscemi, Edie Falco, Laurie Metcalf i Jessica Lange. La sèrie tracta els temes de l'abús, les malalties mentals, la política i les dinàmiques familiars tot centrant-se en les figures de Horace (interpretat per C.K.), Pete (Buscemi), i Sylvia (Falco) els propietaris de Horace and Pete's, un bar atrotinat de Brooklyn. El primer episodi fou emès el 30 de gener de 2016 al web de Louis C.K. sense cap mena d'anunci previ. Cada nou episodi s'anava estrenant cada setmana fins a l'emissió del desè episodi, el 2 d'abril de 2016. El juny de 2016, Louis C.K. va expressar el seu interès en fer-ne una segona temporada.

## Sinopsi
La sèrie es desenvolupa en un bar atrotinat, anomenat Horace and Pete's, a Brooklyn, Nova York, sempre en mans de la mateixa família des de la seva fundació el 1916 i transmès de generació en generació, sempre amb un Horace i un Pete al davant. Els propietaris actuals són el Horace Wittel VIII, de 49 anys, i el seu cosí Pete, de 52. El bar és antiquat i lleial a les seves tradicions; per exemple, no s'hi serveixen combinats i només tenen Budweiser de barril. Els preus varien, depenent de si el client és habitual o un hipster que hi va a beure "irònicament". Durant molts anys, els amos han estat aigualint les begudes; ho justifiquen en explicar que la seva clientela habitual ja fóra morta si beguessin l'alcohol sense aigualir.
Alhora que es manté un fil narratiu al llarg de tota la sèrie entorn de les relacions que hi ha entre els membres de la família i el futur del bar, s'hi desenvolupen moltes escenes autònomes que no afecten la trama principal. L'episodi 1, per exemple, presenta un debat sobre liberalisme i conservadorisme entre un personatge menor i dos actors convidats; l'episodi 2 presenta una cita desastrosa de Tinder entre dos actors convidats sense connexió amb cap dels altres personatges. Una característica de la sèrie són les referències freqüents a temes molt candents de l'actualitat informativa del moment, a les discussions del bar. Això era possible pels marges de temps molt breus entre la fase de producció i l'emissió dels episodis (menys d'una setmana). Altres línies argumentals s'estenen en períodes més llargs.

## Repartiment i personatges

### Repartiment principal
- Horace Wittel VIII (Louis C.K.). Té 49 anys i és divorciat. El seu fill Horace Wittel IX rebutja mantenir-hi cap mena de contacte; i, amb la seva filla Alice, hi manté una relació aspra i difícil. Anteriorment comptable, heretar el bar un any abans de l'inici de la sèrie després de la mort del seu pare Horace Wittel VII, un abusador. Manté la tradició del bar familiar si bé amb un escàs entusiasme per la tasca. És procliu a brots depressius; tanmateix, té prou èxit a l'hora d'atreure dones. Té do de gents i és sovint qui posa pau en situacions de conflicte. Tanmateix, també té una veta cruel.
- Pete Wittel (Steve Buscemi) té 52 anys i és co-propietari del bar. Va créixer amb el Horace i la Sylvia com a germà, però és el seu cosí biològic segon; el seu pare biològic és l'oncle Pete. D'adolescent, havia estat ben plantat, atlètic i extravertit, tot i que més tard va patir una malaltia mental severa i va ser internat diversos anys. Ara depèn d'un medicament car anomenat, en la ficció, Probitol per poder funcionar. Depèn també de la feina al bar de la família per a sostenir-se. És generalment amable i respectuós envers els altres, especialment les dones, tot i que ha d'afrontar les limitacions i conseqüències de la seva malaltia, que el fan hipersensible al que percep com a crítiques, especialment pel que fa al Horace, la qual cosa provoca topades freqüents entre els dos.
- Sylvia Wittel (Edie Falco) és a la cinquantena i és la germana gran del Horace. Havia estat una adolescent rebel i infeliç, dura, enèrgica i segura d'adulta. Té un fill, el Franklin, qui va a l'escola, i una filla, la Brenda, que és emocional i protectora envers la mare, cosa que treu la Sylvia de polleguera. Odia el bar i tota la part més miserable que porta associada. El vol tancar per reclamar-ne la part que li correspon de l'herència per ajudar-la a pagar les despeses del càncer que li acaben de diagnosticar. Això no obstant, té una bona relació amb el Horace, qui la convenç perquè ajudi a dur el bar. També arriba a ser extraordinàriament directa, cruel fins i tot, quan troba raons per criticar algú.
- Leon (Steven Wright) és a la seixantena i fa molts anys que és client habitual del bar. Alcohòlic en rehabilitació, continua visitant el bar per companyonia, tot i que, a l'ampolla amb què li serveixen, només hi ha suc de poma. Parla poc, és lacònic, i té un sentit de l'humor ben sec. És cavallerós i creu que un home no hauria de ser mai mal educat amb una dona siguin quines siguin les circumstàncies.
- Kurt (Kurt Metzger), client habitual, és un bocamoll d'opinions radicals, a la trentena. Té una visió del món nihilista. Pensa que fóra bo elegir Donald Trump per destruir tot d'una el sistema polític actual. No és clar el què fa per guanyar-se la vida o quina és la seva font d'ingressos. És cru i insensible.
- L'oncle Pete (Alan Alda) té uns 80 anys i era el copropietari del bar abans de lliurar-ne les regnes al Pete després de la mort de Horace VII. Continua atenent el bar i és, pràcticament, qui el porta. Tracta el Horace i el Pete de males maneres. S'agafa el sou que vol, indeterminat, directament de la caixa. És un renegaire intolerant, agre i cruel, que insulta tothom i és particularment injuriós amb la família, encara que les seves rauxes i rampells són ben sovint font de diversió per als clients del bar. En el primer episodi, revela que és el pare biològic del Pete (se'n desconeix la mare). És l'únic Wittel que tracta la Marsha com a part de la família. En alguns moments, tracta els altres clients, particularment dones, amb un cert escalf i respecte, però és hostil amb qualsevol que li dugui la contrària amb les seves opinions intolerants. El pare del Horace VII, Horace VIII, era el cosí de l'oncle Pete.
- Marsha (Jessica Lange) té uns seixanta anys i havia estat l'amant de Horace Wittel VII abans que fos mort. Posteriorment, l'oncle Pete li ha continuat donant una part del que pren de la caixa i li serveix les copes de franc. És alcohòlica crònica; beu des dels tretze anys, confiant en el seu atractiu sexual perquè els homes li mantinguin l'hàbit. És inoportuna i sovint mal educada, dient ço que pensa sense filtres socials.

### Repartiment recurrent
- Alice Wittel (Aidy Bryant) és la filla del Horace. Té 23 anys i està acabant la carrera de Dret. Durant bona part de la seva infantesa, el Horace no hi va ser i encara està molt dolguda i enfadada amb ell per haver causat el trencament familiar. A diferència del seu germà Horace Wittel IX, que rebutja cap mena de contacte, visita el pare en diverses ocasions, al bar o fora, però li rebutja cruament tots els intents de regularitzar-ne cap vincle o de conviure-hi. És emocionalment freda; tanmateix, té una relació més afectuosa amb l'oncle Pete.
- Tricia (Maria Dizzia) és una dona jove agradable amb síndrome de Tourette, que li provoca uns brots involuntaris de procacitat. Es va fer amiga del Pete durant la seva estada en un hospital psiquiàtric. Quan intenta renovar la seva amistat amb el Pete, inicialment no la vol veure, associant-la amb el pitjor període de la seva vida, però afluixa i, al final, estableixen una relació amorosa.
- Nick (Nick DiPaolo) té 49 anys i és auxiliar de la fiscalia del districte. La feina no l'entusiasma gaire i no veu cap perspectiva de progrés. És políticament conservador i sovint discuteix amb altres clients del bar. És un client semi-habitual del bar i de vegades hi lliga amb dones per a afers d'una sola nit.
- Tom (Tom Noonan), un habitual del bar, és un home trist o llòbrec, en la seixantena, músic i actor fallit. Ocasionalment, toca el piano que hi ha en un racó del mar, més enllà de la màquina tocadiscos.
- Melissa (Liza Treyger)
- Carl (Greer Barnes)
- Rhonda (Karen Pittman)
- Dom (Dov Davidoff)
- Mark (Mark Normand)
- Ricardo (Beca de mames del Craig)

## Producció

### Concepció i càsting

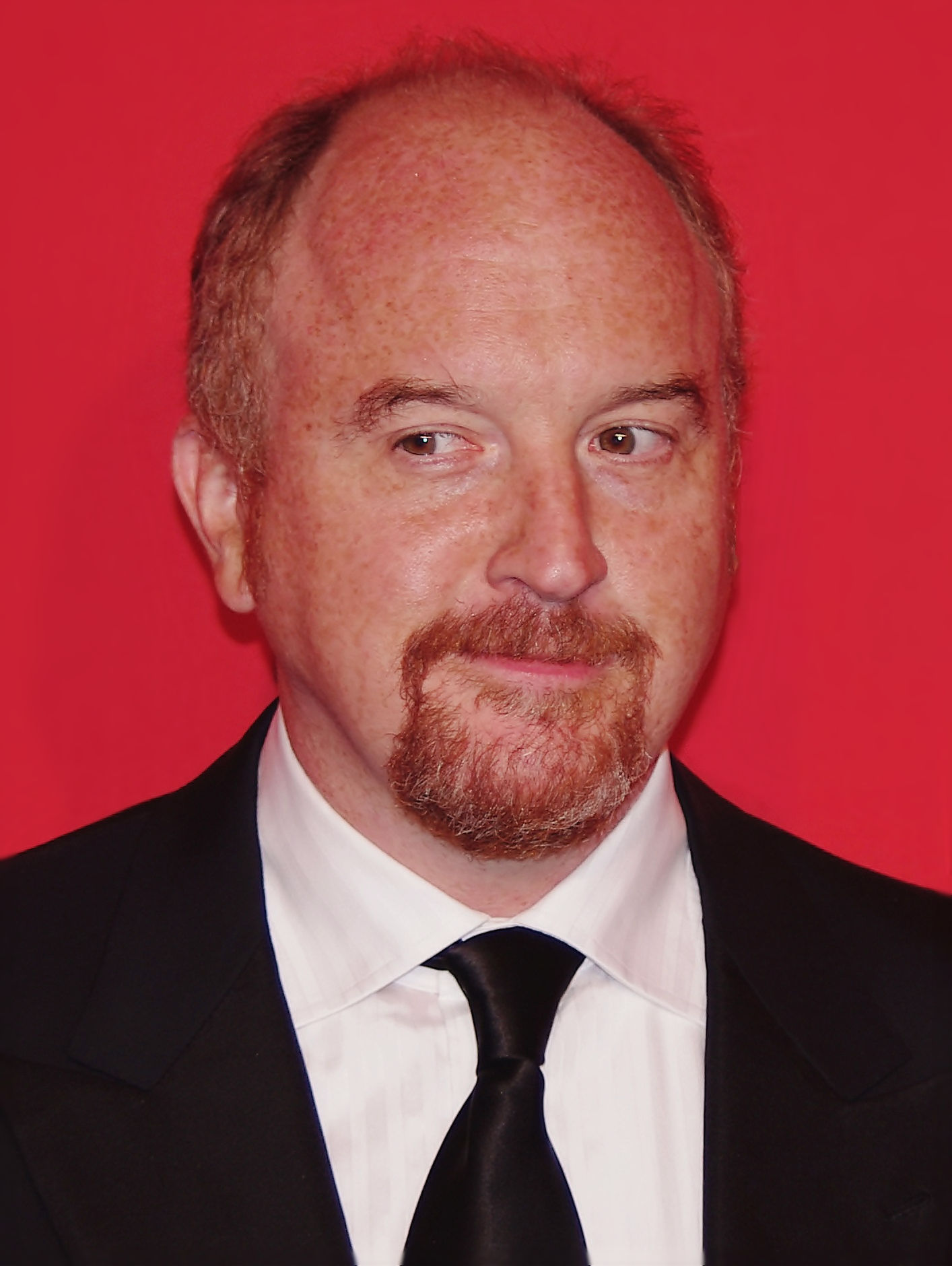
El creador de la sèrie, Louis C.K., la va produir sense fer-ne cap difusió prèvia.

C.K. va explicar que la sèrie es va inspirar en l'obra del cineasta i dramaturg britànic Mike Leigh, el 1977, Abigail's Party. C.K. la va escriure i desenvolupar seguint el mètode improvisatiu de Leigh, per fer-ne després un muntatge televisiu amb múltiples càmeres. A Abigail's_Party, la història s'esdevé durant el curs d'una nit, durant les copes i el sopar. És una escena de dues hores. Tant als crèdits com en parlar de l'obra, C.K. també hi inclou la dramaturga Annie Baker, arran d'haver-ne vist la seva obra The Flick, que el va influir. També el va ajudar en l'escriptura dels primers episodis.
La idea era fer-ne una comèdia de situació sense públic ni pista de rialles, amb Múltiples càmeres, gravada des d'una perspectiva d'escena teatral (ut sia, des d'un angle). Se centraria, com a 'Abigail's Party, en una família. Steve Buscemi va ser el primer en afegir-se al projecte, seguit d'Edie Falco i Jessica Lange. C.K. va dir que el repartiment rebria una part dels beneficis. Inicialment, C.K. havia provat de comptar amb Joe Pesci per al paper de l'oncle Pete Wittel, que finalment interpretaria Alan Alda. Mentre en parlaven, Pesci li va amollar a C.K. tot un discurs explicant de no fer mai un cunnilingus a una dona; Pesci li va dir a C.K. que podia aprofitar-ho per a l'obra. Correspon al llarg monòleg d'Alda a l'episodi 4. C.K. s'havia posat també en contacte amb Jack Nicholson i Christopher Walken abans de decidir-se per Alda, descartat inicialment per a aquest tipus de personatge. El nom del personatge de C.K. és un homenatge al difunt comediant Harris Wittels, que va obrir-li les portes i que C.K. tenia en alta consideració com a comediant.
C.K. va començar a escriure l'obra l'octubre de 2015. A mesura que els membres del repartiment s'hi van anar incorporant, van començar els assajos el gener de 2016. En algunes parts dels guions de l'obra, s'hi mantenien espais buits deliberadament per inserir-hi esdeveniments de l'actualitat, com ara la cursa electoral per a la presidència dels Estats Units, que finalment guanyaria Donald Trump mig any després, tal com proclama el Kurt a l'obra en alguns dels seus monòlegs més funestos i nihilistes.

### Filmació
C.K. explicà que la gravació de cada episodi costava mig milió de dòlars. La sèrie es va gravar en un estudi de la ciutat de Nova York anomenat NEP Penn Studios, situats a l'Hotel Pennsylvania al davant del Madison Square Garden. Van començar a gravar a primers de gener de 2016 i la producció va durar unes cinc o sis setmanes. Aprofitant l'aspecte i sensacions d'Abigail's Party, C.K. va fer servir una llista de plans amb codis de colors, elaborada durant els assajos que permetés el canvi de càmeres durant el rodatge. Un muntatge ràpid permetria arribar ràpid a distribució. D'acord amb aquest plantejament únic, l'edició se centra en el diàleg i els canvis d'humor dels personatges. Es va voler fer sense cap interrupció per anuncis ni cap guia d'estil que hi restringís el vocabulari. Per a C.K. també va ser important mantenir en secret la sèrie fins a la seva estrena inesperada i sense cap anunci previ; és per això que no la va voler emetre per cap cadena de televisió i que el públic no en tingués pràcticament cap informació prèvia, cosa que considerava impossible amb un model de televisió tradicional.
L'estratègia era que C.K. en realitzés els primers quatre episodis i fer servir la recaptació dels que els compressin a la seva web per finançar la resta de la temporada. A causa de la manca de promoció, no n'hi haver prou diners i es va endeutar per finançar la producció de la sèrie. Un cop acabada la producció, C.K. va iniciar una gira per fer-ne promoció espectacle i recuperar part de les despeses. C.K. va dir que el que volia fer (id est, realitzar capítols de longitud variable, utilitzar un plantejament teatral narratiu, i distribuir la sèrie ell mateix) era tan extrem, que no volia finançament d'altres fonts, com ara FX_Networks, tot i que persones com ara Lorne Michaels li van desaconsellar de totes totes.

### Música

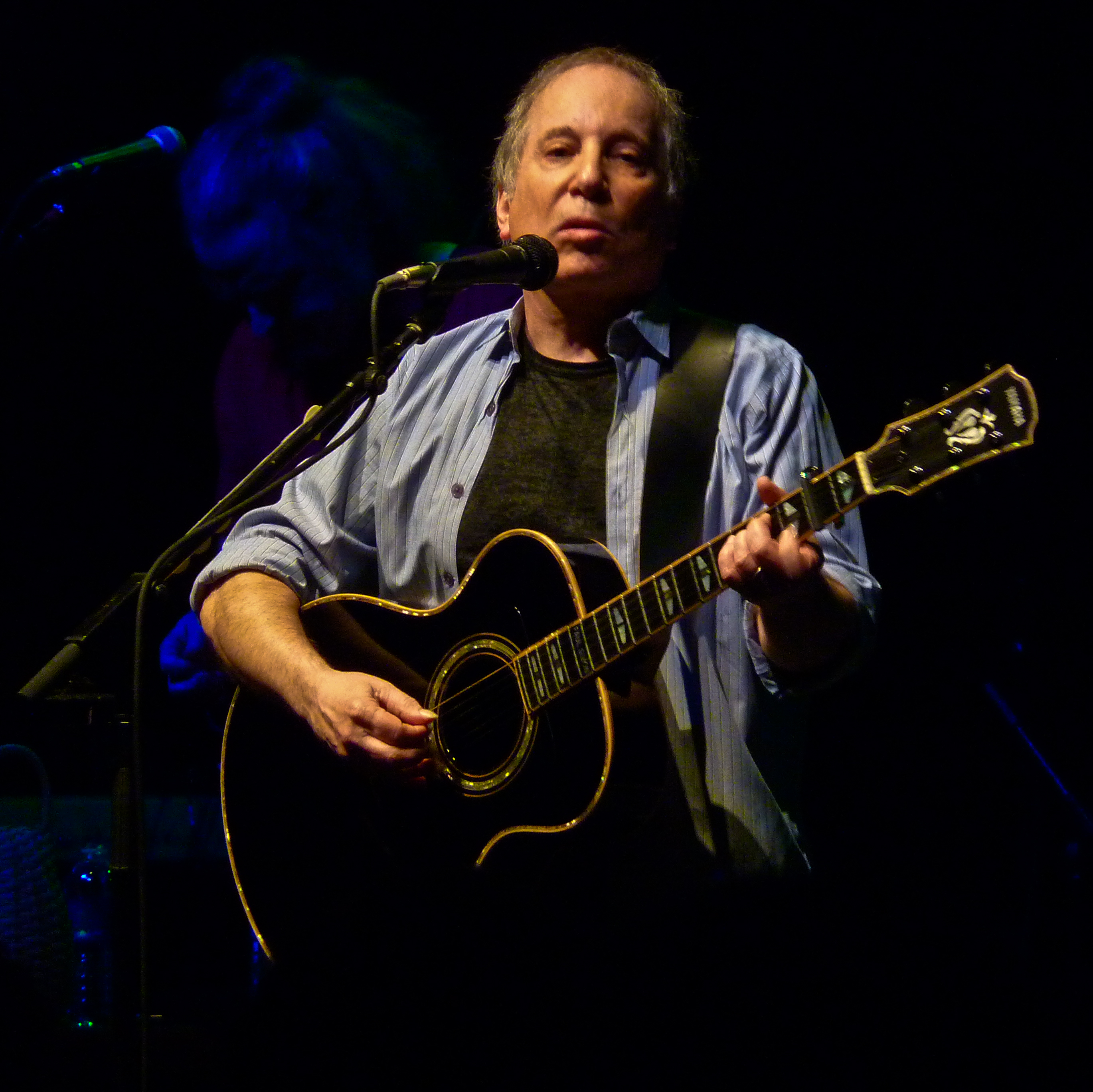
Paul Simon va escriure la cançó de tema i la seva música va ser utilitzada per la banda sonora.

La sintonia, la va escriure i interpretar Paul Simon. C.K. li va demanar a Simon, per correu electrònic, de compondre el tema musical; li va deixar llegir tots deu guions, i van anar els dos aleshores a l'estudi tot un dia per treballar en la cançó. El tema va quedar després inclòs a l'edició de luxe de l'àlbum de Simon Stranger to Stranger, de 2016. Simon apareix breument com a client en una escena d'analepsi a l'episodi 10. En diversos episodis de la sèrie, hi sonen "America" de Simon and Garfunkel, i "New York is My Home", de Dion DiMucci i Paul Simon.

## Distribució
El primer episodi es va emetre el 30 de gener de 2016, sense presentació a la premsa ni cap nota prèvia. Els subscriptors de la llista de C.K. varen rebre'n un avís per correu electrònic. És una continuació del model de venda directa al consumidor que C.K. ja havia utilitzat amb èxit en emissions anteriors. C.K. explicà que comptava vendre la sèrie en algun moment a alguna altra distribuïdora (per exemple, algun servei de cable i/o vídeo en directe), si bé ara volia provar aquest model de venda com a experiment divertit per a innovar en els sistemes distribució.

C.K. va explicar que el model de venda directa al consumidor, amb un pre de cinc dòlars per l'episodi pilot, li permetria produir els episodis següents. En la seva pàgina web, va parlar els reptes de crear, tiroteig, i alliberant un multi-espectacle de televisió de la càmera i va adreçar la preuació, revelant un tiered preu més barat pels episodis restants de l'espectacle: 5$ pel primer episodi, 2$ pel pròxim, i el 3$ pel que fa a la resta dels episodis. L'espectacle té una producció molt curta-model d'alliberament, mentre episodi 2 era va disparar la setmana que segueix el pilot, i va ser alliberat una setmana després del primer episodi va ser feta públic, amb episodis següents per venir. Tot dels deu episodis va ser editat per C.K. És editor d'ajudant de Louie anterior Gina Sansom, i va tenir #temps d'execució predeterminat no, variant dins longitud de 30 minuts a 67 minuts. Els crèdits de tancament per episodi 5 inclou l'avís: Final d'Acte 1. Al proper d'episodi 10, C.K. Anuncia "Allò és un embolicar damunt Horace and Pete" mentre el repartiment aplaudeix en una classe de trucada de cortina. Poc després de l'episodi final de condimentar un va ser alliberat, C.K. Revelat que actriu de convidat Amy Sedaris, una decisió de càsting tardana, hi havia desenvolupat el seu caràcter propi i improvisat tot el seu diàleg.
Horace and Pete producció, màrqueting, i model de distribució sparked molt debat sobre l'estratègic, opcions financeres, creatives disponible d'acontentar creadors. C.K. És la feina va ser comparada a Kanye West com ambdós navigate finançant visions artístiques singulars que enfoquen en control creatiu i en C.K. És cas, distribució, finançament, i mètodes de publicitat a fora del model televisiu típic.
C.K., durant una discussió extensa amb còmic amic Marc Maron, va dir que va voler codi obert el procés per quin va crear l'espectacle, transparently compartint tanta informació com possible així que altres podrien ser capaços d'adoptar i aprendre de la seva experiència.
Al Nou Yorker Festival, C.K. Emily dita Nussbaum que va vendre l'espectacle a Hulu.

## Recepció
Les crítiques han estat generalment positives. Moltes han destacat que la sèrie sembla filmada com una obra de teatre.

## Premis
El 29 de març de 2016, es va fer públic que Louis C.K. presentava la sèrie en la categoria dramàtica dels 68ens premis Primetime Emmy. C.K. s'hi presentava com a actor principal juntament amb Steve Buscemi, i com a secundaris Alan Alda, Steven Wright, Kurt Metzger, Jessica Lange i Edie Falco, a més de les estrelles convidades Laurie Metcalf i Aidy Bryant. Les nominacions es van anunciar el juliol de 2016 i la sèrie va rebre dues nominacions: Laurie Metcalf com a actriu convidada excepcional en una sèrie dramàtica i Gina Sansom en la categoria d'edició de múltiples càmeres per a una sèrie de comèdia.